# Demokratyczna Republika Konga na Letnich Igrzyskach Olimpijskich 2000
Demokratyczną Republikę Konga na Letnich Igrzyskach Olimpijskich 2000 reprezentowało 2 zawodników, 1 mężczyzna i 1 kobieta.

## Skład kadry

### Lekkoatletyka
Mężczyźni
- Willy Kalombo

maraton (nie ukończył)
Kobiety
- Akonga Nsimbo

bieg na 100 m (odpadła w eliminacjach)
bieg na 200 m (odpadła w eliminacjach)